# Navalperal de Tormes
Navalperal de Tormes és un municipi de la província d'Àvila, a la comunitat autònoma de Castella i Lleó.

## Demografia
| 1991 | 1996 | 2001 | 2004 |
| ---- | ---- | ---- | ---- |
| 150  | 142  | 138  | 129  |